# Delta12-masna-kiselina desaturaza
Delta12-masna-kiselina desaturaza (EC 1.14.19.6, Delta12 masno kiselinska desaturaza, Delta12(omega6)-desaturaza, oleoil-KoA  Delta12 desaturaza, Delta12 desaturaza, Delta12-desaturaza) je enzim sa sistematskim imenom acil-KoA,vodonik donor:kiseonik Delta12-oksidoreduktaza. Ovaj enzim katalizuje sledeću hemijsku reakciju:
acil-KoA + redukovani akceptor + O2 {\displaystyle \rightleftharpoons } Delta12-acil-KoA + akceptor + 2H2O
U kvascu Lipomyces starkeyi i američkoj bubašvabi, ovaj mikrozomalni enzim konvertuje oleoil-KoA u linoleoil-KoA. Kod moljaca Cadra cautella i Spodoptera, on konvertuje (Z)-tetradek-9-enoinsku kiselinu (9Z,12E)-tetradeka-9,12-dienoinsku kiselinu, koja se redukuje i acetiluje čime se formira acetatni estar feromona.

## Literatura
- Nicholas C. Price; Lewis Stevens (1999). Fundamentals of Enzymology: The Cell and Molecular Biology of Catalytic Proteins (Third изд.). USA: Oxford University Press. ISBN 019850229X.
- Eric J. Toone (2006). Advances in Enzymology and Related Areas of Molecular Biology, Protein Evolution (Volume 75 изд.). Wiley-Interscience. ISBN 0471205036.
- Branden C; Tooze J. Introduction to Protein Structure. New York, NY: Garland Publishing. ISBN 0-8153-2305-0.
- Irwin H. Segel. Enzyme Kinetics: Behavior and Analysis of Rapid Equilibrium and Steady-State Enzyme Systems (Book 44 изд.). Wiley Classics Library. ISBN 0471303097.
- William P. Jencks (1987). Catalysis in Chemistry and Enzymology. Dover Publications. ISBN 0486654605.

## Spoljašnje veze
- Delta12-fatty-acid+desaturase на 